# Milo Andrus
Milo Andrus (Wilmington, Nueva York, 6 de marzo de 1814 — Oxford, Idaho, 19 de junio de 1893) fue un religioso estadounidense, pionero colonizador y uno de los primeros líderes en La Iglesia de Jesucristo de los Santos de los Últimos Días.

## Vida en relación con sus creencias
Andrus se unió al movimiento de los Santos de los Últimos Días en 1832 mientras recidía en Florence, Ohio. Fue uno de los miembros del campamento de Sion—el programa de colonización de Independence (Misuri) diseñado por José Smith. Él ayudó a construir los templos de Kirtland (Ohio), Nauvoo, Salt Lake City y de Saint George (Utah). Se desempeñó como misionero en Inglaterra a principios de 1840. Diez años después dirigió a tres compañías de carromatos de pioneros mormones del Medio Oeste al Valle del Lago Salado (1850, 1855, y 1861). Fue un obispo en Nauvoo, presidente de una estaca SUD en San Luis (Misuri), miembro del Quórum de los Setenta, y sirvió como patriarca hasta su muerte. 
Mientras estaba en San Luis, Andrus predicó muchos sermones. Entre quienes se sumaron a la iglesia debido a su predicación fue Carl Eyring, quien serviría durante muchos años como presidente de la misión en el territorio indio de Oklahoma, y que fuera el abuelo del notable físico Henry Eyring.

## Aspectos personales
Andrus fue polígamo, y tuvo 11 esposas y 57 hijos. Andrus fue un mayor durante la Guerra de Utah y fue un capellán de la Legislatura del Estado de Utah. Construyó muchos caminos en Utah y el sur de Idaho.